# 小行星19813
小行星19813（19813 Ericsands）是一颗绕太阳运转的小行星，为主小行星带小行星。该小行星于2000年9月24日发现。

## 轨道参数
小行星19813的轨道半长轴为2.3598350 UA，离心率为0.053。